# Locatel
Locatel es un servicio de asistencia e información de la Ciudad de México y la Zona metropolitana del Valle de México. Iniciado originalmente como una línea de asistencia telefónica en 1979, provee distintos servicios de manera remota como búsqueda y localización de personas y vehículos extraviados así como atención médica, psicológica y jurídica. Su marcación ha permanecido en el tiempo como 6-58-11-11, agregándose el prefijo telefónico 5 desde principios de los años 2000 y quedando como 5-6-58-11-11. Es administrado por el Gobierno de la Ciudad de México.

## Historia
En 1978 el gobierno de México como parte de su política de asistencia social creó el Fondo Nacional para Actividades Sociales (FONAPAS). Dicho proyecto incluyó la creación de un servicio telefónico para la localización de personas, para lo cual se conformó Locatel A.C., una asociación civil no lucrativa.
El Servicio Público de Localización Telefónica o Servicio de Auxilio para la Localización de Personas Extraviadas (llamado Locatel) inició funciones el 15 de enero de 1979 como un medio de apoyo telefónico del Departamento del Distrito Federal para reportar personas desaparecidas, extraviadas, accidentadas o detenidas. El servicio inició con 4 terminales telefónicas y 10 troncales, así como la interconexión con aparatos telefónicos en hospitales públicos de la ciudad y la Cruz Roja Mexicana. Entre 1980 1981 se integró la información de los bancos de sangre de los sistemas de salud capitalinos como los de la Secretaría de Salubridad y Asistencia; igualmente se integró información de vehículos desaparecidos y coordinación con la Secretaría de Comunicaciones y Transportes y la de Turismo.
En 1982 se aumentó la capacidad a 15 líneas y 36 troncales así como una conexión a la Procuraduría de Justicia del Distrito Federal. Dada la desaparición del FONAPAS en 1983, la asociación civil Locatel A.C. fue disuelta y toda la estructura de Locatel fue integrada al Departamento del Distrito Federal. En 1984 se convirtió en un órgano desconcentrado y se integró el servicio especializado de toxicología.
En 1985 el servicio de Locatel fue ampliado a 21 terminales integradas a un sistema de información computarizado que centralizaba la información provista por hospitales, servicios de asistencia e instancias judiciales. Posteriormente se sumó el Servicio para la Localización de Vehículos en el Distrito Federal así como información adicional de vehículos accidentados en las carreteras con acceso a la capital del país. En esta misma década el servicio comenzó a salir de las instalaciones para acudir con módulos de asistencia durante grandes concentraciones en la Ciudad de México como las fiestas patrias del 15 de septiembre y el 12 de diciembre en la Basílica de Guadalupe para colaborar en la localización de personas extraviadas. El sismo del 19 de septiembre de ese año el servicio sumó a la línea por la demanda apoyo médico y psicológico vía remota si bien el servicio sufrió insuficiencia en la atención por carecer de infraestructura adecuada.
En 1994 se sumó el servicio de consulta de códigos postales y en 1995 el de información sobre trámites y servicios a la ciudadanía. Ese mismo año se integró un buzón de comentarios al regente de la ciudad, entonces principal figura ejecutiva. Ese mismo año se firmó un convenio con la radiodifusora Radio Red para recibir los reportes ciudadanos sobre falta de servicios urbanos.
A partir de 1996 ante el incremento de la inseguridad en la capital mexicana se comenzaron a recibir reportes sobre venta de drogas, maltrato infantil y otros delitos. En ese mismo año se integró la consulta de padrón electoral del entonces Instituto Federal Electoral, la Comisión de Aguas del Distrito Federal, el Instituto Nacional de Estadística y Geografía y el Centro Nacional de Prevención de Desastres, especialmente ante el incremento de la actividad del Popocatépetl.
En 1997 fue sumada la llamada Línea dorada a semejanza de la Línea Dorada de Madrid, con el fin de dar un espacio de escucha a adultos mayores. Ese mismo año se comenzaron a recibir quejas destinadas a la Procuraduría Federal del Consumidor. Igualmente se integró el servicio de Niñotel destinado a la denuncia de maltrato infantil. También ese año fueron inauguradas unas nuevas instalaciones para el servicio en la delegación Coyoacán.
En 2014 fue sumado al sitio web de Locatel un chat en línea para brindar atención por esa vía. En 2016 fue sumado un botón de emergencia al mismo sitio web para obtener atención psicológica inmediata.

## Descripción
El servicio telefónico funciona las 24 horas del día y los 7 días de la semana de manera gratuita. 